# Хачатурян Дмитро Михайлович
Дмитро́ Миха́йлович Хачатуря́н — старший сержант Збройних сил України.
Брав участь у миротворчих операціях ООН. 2 роки перебував на російсько-українському фронті. Під Дебальцевим допоміг евакуювати пораненого та вивести з лінії вогню танк, воював за Піски та Луганське. Зазнав поранення 15 серпня 2016-го під Старогнатівкою, підірвавшись на міні.

## Нагороди
За особистий внесок у зміцнення обороноздатності Української держави, мужність, самовідданість і високий професіоналізм, виявлені під час виконання військового обов'язку, та з нагоди Дня Збройних Сил України нагороджений орденом «За мужність» III ступеня (2.12.2016).